# Harlaxton Manor
Harlaxton Manor es una mansión situada en Harlaxton, condado de Lincolnshire, en Inglaterra. Fue construida en 1837 por Sir Gregory Gregory. La casa actualmente alberga el campus británico de la Universidad de Evansville. La casa combina la Arquitectura jacobina con la Isabelina, junto con la arquitectura barroca asimétrica, para crear la casa más exuberante existente hoy en día en estilo jacobino o isabelino. El arquitecto original fue Anthony Salvin, que fue reemplazado por el arquitecto William Burn, que es el responsable de los detalles del interior.
Estudiantes de la Universidad procedentes de los Estados Unidos residen en Harlaxton para pasar un semestre estudiando en el extranjero. La casa fue usado como exteriores y casa principal en la película La guarida (1999). Así como interiores y exteriores de las películas La clase dirigente y los Últimos días de Patton. Más recientemente fue usada para rodar el programa de televisión llamado Princesa Australiana.

## Historia
La actual casa señorial es el segundo edificio que se llama Harlaxton Manor. El primero fue construido en un lugar diferente durante el siglo XIV y fue usado como coto de caza por Juan de Gante. Para 1475, la familia Ligne adquirió la casa. La casa original se abandonó tras 1780, y después que Gregory la heredó, fue derribada en 1857.
La casa actual fue construida por Gregory entre 1837 y 1845 y ayudó a marcar el comienzo del renacimiento de la arquitectura isabelina. Tras la muerte de Gregory, la casa pasó a su sobrino George Gregory y posteriormente en 1860 a un familiar lejano, John Sherwin. Tras la muerte de la esposa de Sherwin en 1892, pasó a manos de su ahijado Thomas Sherwin Pearson, quien tuvo en propiedad la casa pero dejó que se deteriorara. Abandonada en 1935, la casa fue adquirida en 1937 por Violet Van der Elst, la viuda de un pintor y una mujer de negocios, que desarrollo la primera crema de afeitar para escobilla. Restauró la casa e hizo la instalación eléctrica.
En 1943, la Real Fuerza Aérea usó la casa para albergar una compañía de la 1ª División Airborne. Cinco años después, Lady Van der Elst fue forzada a vender la casa y esa fue adquirida por la Compañía de Jesús quien la usó para alojar a noviciados. Vendieron la casa, manteniendo derechos sobre parte de las tierras, a la Universidad de Stanford en 1965. La Universidad de Evansville adquirió la casa en 1971. Inmediatamente después de adquirir la casa, la Universidad de Evansville empezó a renovar la casa, empezando por los elementos más criticados.

## Galería

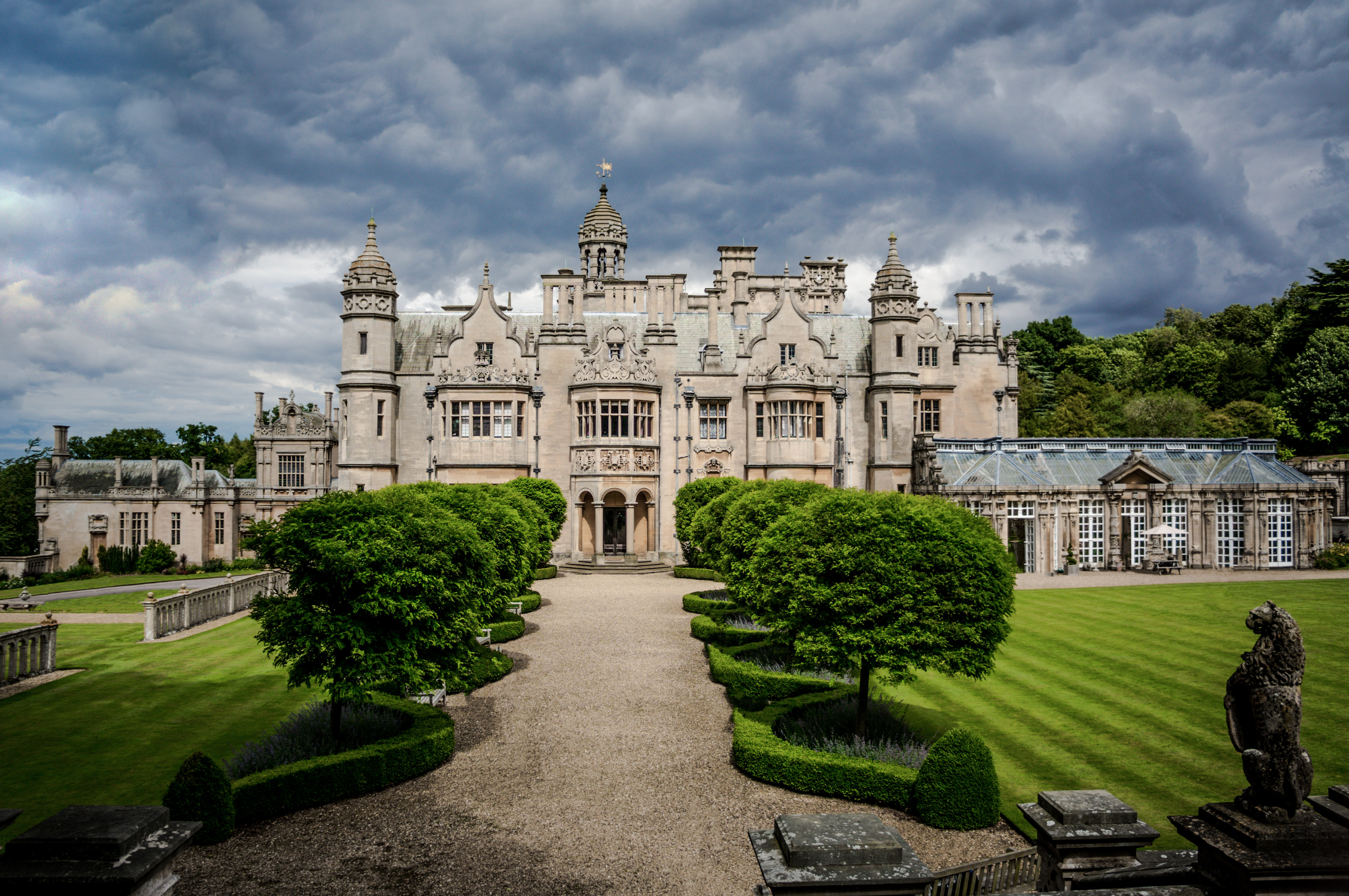
Harlaxton Manor
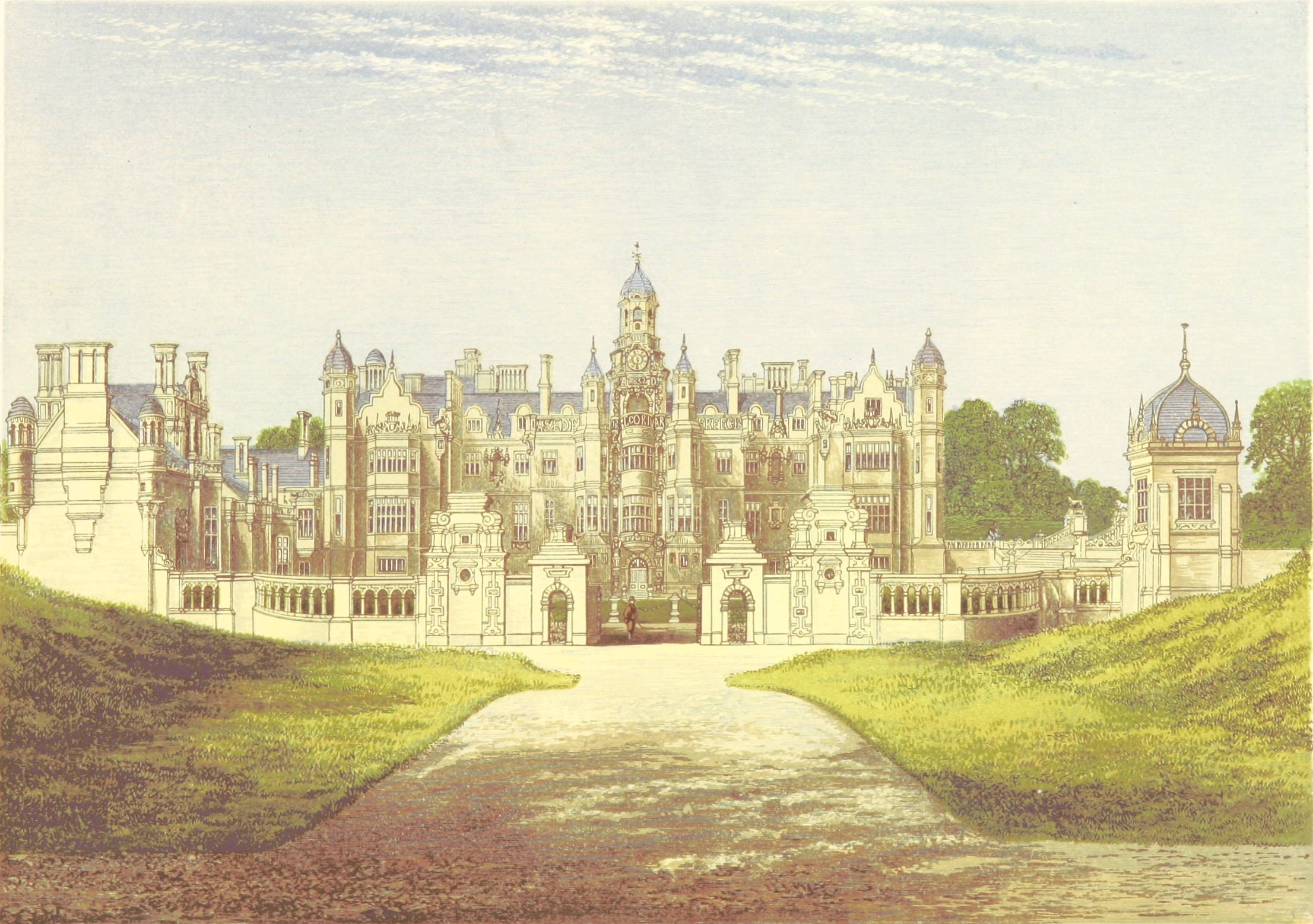
Dibujo de Harlaxton manor
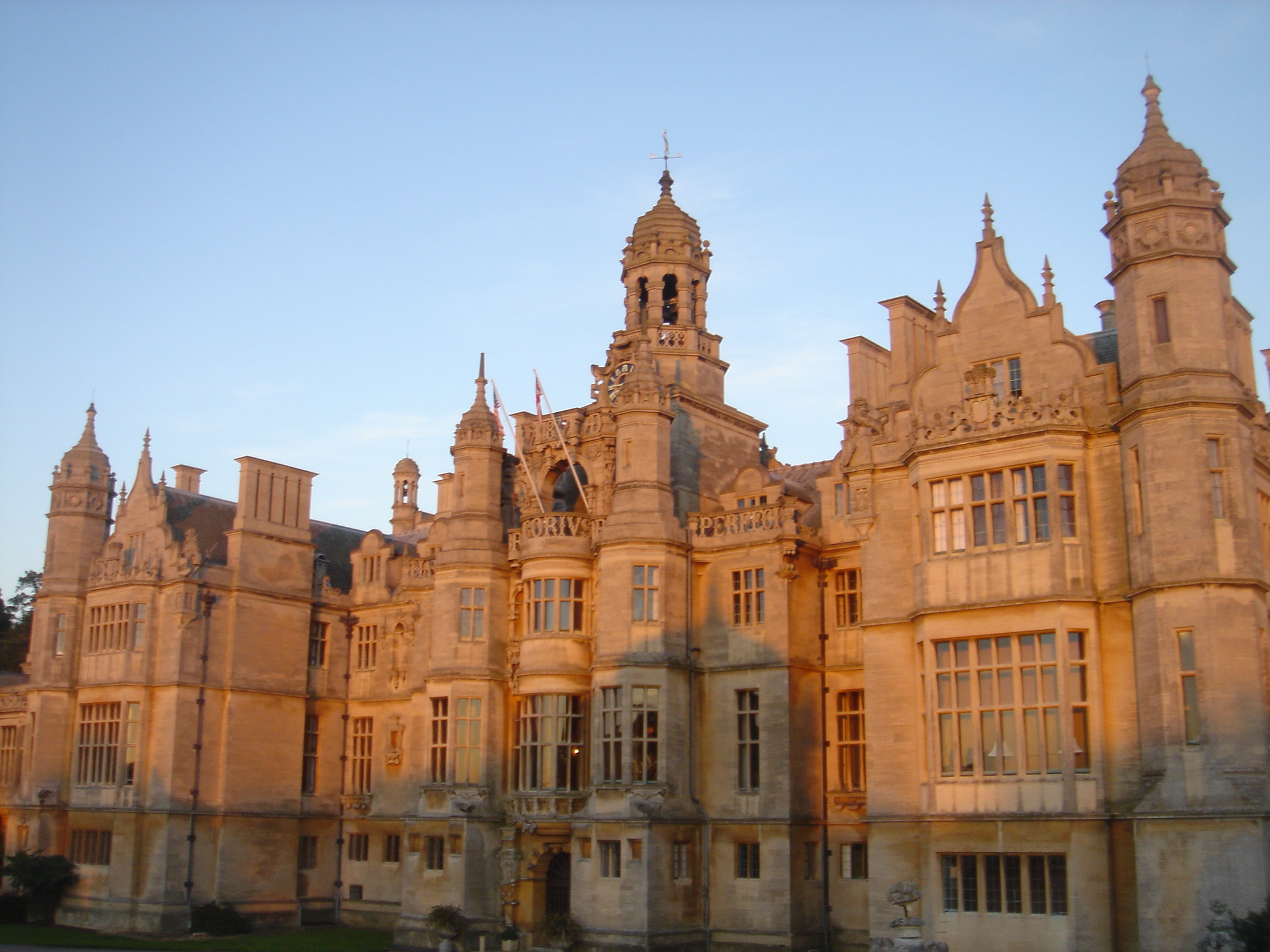
Harlaxton Manor